# Bluemix
IBM Bluemix（IBMブルーミックス）はIBMのクラウドサービスのブランド名。2014年に開発者向けのPaaSとして開始されたが、2016年10月にIaaSであるSoftLayerがIBM Bluemix Infrastructureと名称変更されてブランドが統合された。また、さらに2017年11月にブランド名がIBM Cloudに変更され、Bluemixという名称は公式には使用されないこととなった。

## 概要
2014年6月、IBM Bluemixはクラウド・アプリケーションの構築、導入、管理を素早く行えるPaaSとして発表された。Bluemixは複数のプログラミング言語とサービスと、クラウド上のアプリケーションを作成・実行・配置・管理するための統合的なDevOpsをサポートする。BluemixはCloud Foundryのオープンテクノロジーをベースとし、SoftLayerのインフラストラクチャー上で稼働する。
2016年10月の発表で、BluemixはIBMのクラウドサービス全体のブランド名となり、2013年に買収されてIBMのIaaSとなっていたIBM SoftLayerはIBM Bluemix Infrastructureと改名され、各サービスの利用者用IDの統合も発表された。
競合サービスには米MicrosoftのMicrosoft Azureや独SAPのSAP Cloud Platformなどがある。
2017年11月1日より無償のライト・コースを開始した。